# Exechia mirastoma
Exechia mirastoma är en tvåvingeart som beskrevs av Senior-white 1922. Exechia mirastoma ingår i släktet Exechia och familjen svampmyggor. Inga underarter finns listade i Catalogue of Life.